# Met jou kan ik het aan
Met jou kan ik het aan is een lied van de Nederlandse zangeressen Anouk en Emma Heesters. Het werd in 2023 als single uitgebracht.

## Achtergrond
Met jou kan ik het aan is geschreven door Anouk Teeuwe, Jenny Willemstijn en Martin Gjerstad en geproduceerd door Tobias Karlsson. Het is een nummer uit het genre nederpop. In het lied zingen de artiesten over vriendschap. Dit doen zij door te zeggen dat het leven soms zwaar kan zijn, maar doordat ze een goede vriend hebben het meer dan dragelijk is. Het nummer was het themalied van het concert van De Vrienden van Amstel LIVE! van 2023. 
Het is het eerste duet dat Anouk heeft opgenomen sinds 2018. In dat jaar zong zij met Kempi op het lied No love. Anouk had het nummer met haar schrijversteam gemaakt voor de concertreeks, met in gedachten dat het nummer een duet zou zijn met een man. Pas nadat iemand van De Vrienden van Amstel LIVE! voorstelde om het duet met een vrouw te doen, had Anouk dat idee in haar hoofd. Nadat ze de line-up van het concert van dat jaar had bekeken, vroeg zij aan Heesters of zij haar bijdrage wilde leveren. Die stemde toe en vertelde dat de samenwerking met Anouk een droom voor haar was.

## Hitnoteringen
De artiesten hadden weinig succes met het lied in de hitlijsten van Nederlands. Er was geen notering in de Single Top 100 en ook de Nederlandse Top 40 werd niet bereikt. Bij laatstgenoemde kwam het tot de vijfde plaats van de Tipparade. 